# Haworthia decipiens
Haworthia decipiens är en grästrädsväxtart som beskrevs av Karl von Poellnitz. Haworthia decipiens ingår i släktet Haworthia och familjen grästrädsväxter.

## Underarter
Arten delas in i följande underarter:
- H. d. cyanea
- H. d. decipiens
- H. d. minor
- H. d. pringlei
- H. d. virella